# Muhtar Başoğlu
Pour les articles homonymes, voir Başoğlu.
Muhtar Başoğlu est un herpétologiste turc, né le 6 avril 1913 à Ödemiş près d'İzmir et mort le 21 février 1981 à Karşıyaka près d'İzmir.

## Biographie
Il obtient son diplôme à l’université d’Istanbul en 1936 et travaille comme assistant à cette même université. Il y obtient son doctorat en 1942 sous la direction de l’Allemand Curt Kosswig (1903-1982). Aux côtés de Walter Hellmich (1906-1974), il étudie la faune de l’Anatolie. En 1961, il obtient la chaire de taxinomie zoologique de l’université de Bornova-Izmir. Il y fonde le Centre herpétologique turque et forme de nombreux spécialistes de ce pays comme Mehmet Kutsay Atatür (1947-) ou Neclâ Özeti (1932-).
Parmi ses nombreuses publications sur l’herpétofaune turque, il faut citer Amphibians of Turkey (1973, cosigné avec Özeti) et Repiles of Turkey (1977 et 1980, cosigné avec İbrahim Baran (1940-), deux volumes).

### Source
- Kraig Adler (1989). Contributions to the History of Herpetology, Society for the study of amphibians and reptiles.